# Larry Epstein
Larry Gedaleah Epstein (* 1947) ist ein kanadischer Wirtschaftswissenschaftler und Hochschullehrer.

## Werdegang, Forschung und Lehre
Epstein studierte Mathematik an der University of Manitoba, an der er 1968 als Bachelor graduierte. Nachdem er bis 1970 an der Hebräischen Universität Jerusalem einen Masterabschluss absolviert hatte, kehrte anschließend nach Kanada zurück. Dort war er unter Otto Emil Lang sowie dessen Nachfolgern Bryce Mackasey und Robert Andras bis 1974 im Ministerium für Arbeitskraft und Einwanderung tätig. Anschließend kehrte er in den akademischen Betrieb zurück, als er ein Ph.D.-Studium in Wirtschaftswissenschaft an der University of British Columbia begann, das er 1977 erfolgreich abschloss. Anschließend ging er als Assistant Professor an die University of Toronto. Nach der Beförderung zum Associate Professor 1980 wurde er 1983 an der Hochschule zum ordentlichen Professor berufen. 1998 folgte er einem Ruf der University of Rochester auf den Elmer-B.-Milliman-Lehrstuhl, 2007 wurde er an die Boston University berufen.
Die Arbeitsschwerpunkte Epsteins liegen im Bereich Wirtschaftsmathematik, Entscheidungstheorie und Asset Pricing.
Epstein ist seit 1989 Fellow der Econometric Society und seit 2019 Fellow der Canadian Economic Association. 2013 wurde er in die American Academy of Arts and Sciences aufgenommen. Für seine Arbeiten wurde er mehrfach ausgezeichnet, unter anderem 1994 gemeinsam mit seinem Landsmann Stan Zin mit der Frisch-Medaille der Econometric Society.